# Menophra orcina
Menophra orcina là một loài bướm đêm trong họ Geometridae.